# Krijt (biljart)

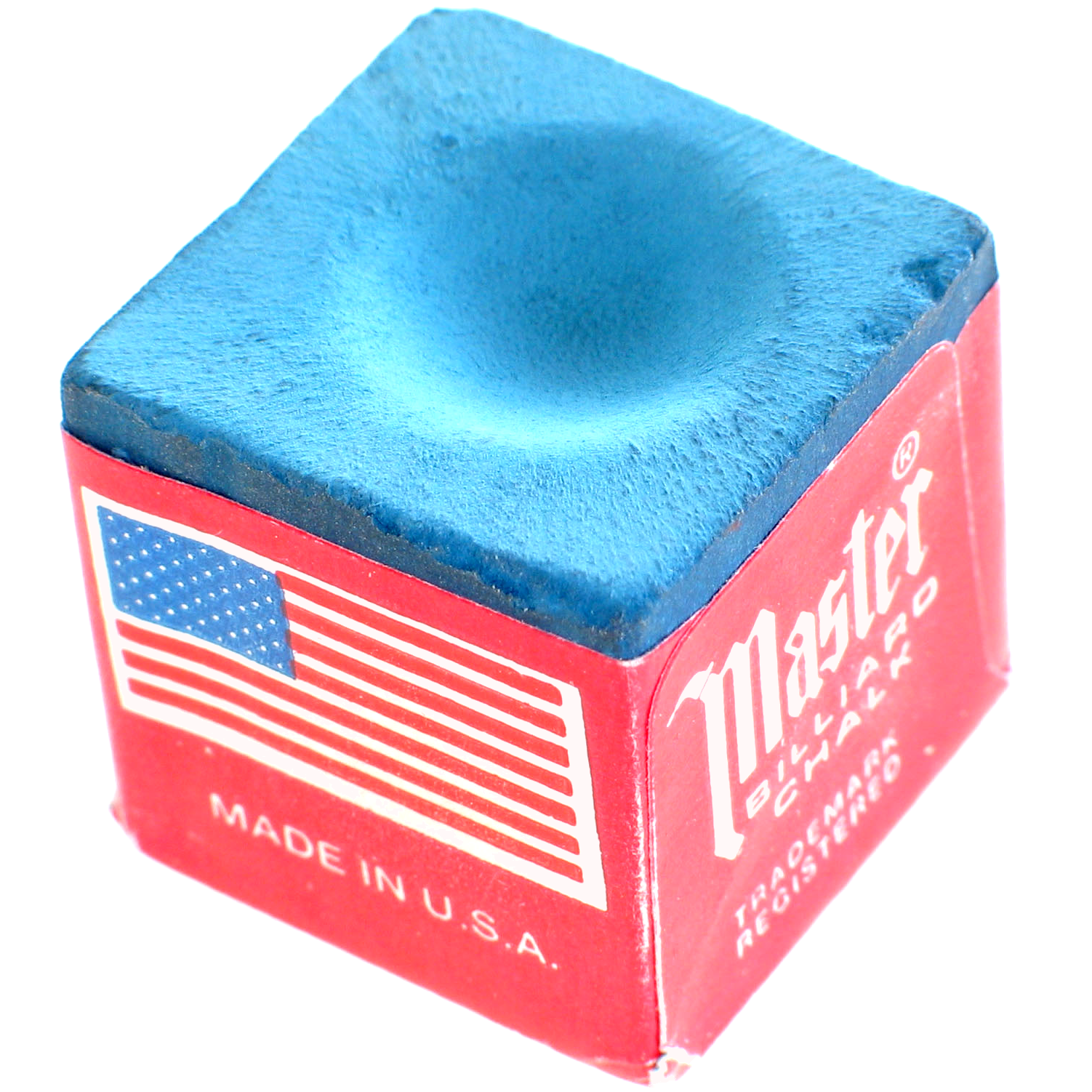
Blauw biljartkrijt

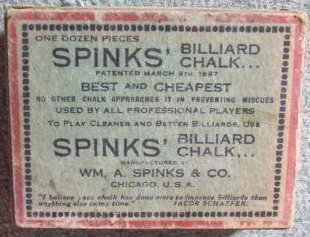
Etiket van een doosje biljartkrijt van Wm. Spinks & Co., ca. 1900

Bij keu-sporten als biljart en snooker is krijt een kubusje met blauw, rood of groen "krijt", afhankelijk van de kleur van het laken. Een van de zijden van de kubus is ingedeukt, zodat men de top van de keu (de pomerans) ertegen kan wrijven. Dat maakt de top minder glad, zodat men met meer precisie de biljartbal in de juiste richting kan sturen en het gewenste effect verkrijgen. Het beste is om dit iedere stoot te doen. De andere zijden van de kubus zijn bedekt met papier om geen krijt aan de vingers te krijgen. Krijtjes worden tijdens het spel bewaard in een vestzak of in een speciale houder, om geen stof en verkleuring van de kleding te krijgen. De krijtjes mogen niet op de rand van de biljarttafel gelegd worden om te dienen als mikpunt bij het spel.
Modern biljartkrijt is geen echt krijt (calciumcarbonaat) maar een materiaal op basis van gemalen silicaat, gemengd met korund of een vergelijkbaar schurende stof, een bindmiddel (lijm) en een kleurstof, dat samengeperst wordt in kubusvorm. Het werd op het einde van de negentiende eeuw uitgevonden door de Amerikanen Hoskins en Spinks. Fabrikanten bieden verschillende kwaliteiten van biljartkrijt aan met verschillen in samenstelling, hardheid en korrelgrootte. De keuze van het krijt hangt onder meer af van het soort pomerans dat men gebruikt (hard of zacht).